# Interlands Italiaans voetbalelftal 2020-2029
Deze pagina toont een chronologisch en gedetailleerd overzicht van de interlands die het Italiaans voetbalelftal speelt en heeft gespeeld in de periode 2020 – 2029.

## Interlands

### 2020
|                                                                                     |                   |       |                |                                                                                                |
| 4 september UEFA Nations League Groep A1 № 824 «onderlinge duels» 20:45 uur (UTC+2) | Italië            | 1 – 1 | Bosnië en Her. | Stadio Artemio Franchi, Florence Toeschouwers: 0 Scheidsrechter: Anastasios Sidiropoulos (GRE) |
| 4 september UEFA Nations League Groep A1 № 824 «onderlinge duels» 20:45 uur (UTC+2) | Stefano Sensi 67' |       | 57' Edin Džeko | Stadio Artemio Franchi, Florence Toeschouwers: 0 Scheidsrechter: Anastasios Sidiropoulos (GRE) |

|                                                                                     |           |                      |        |                                                                                  |
| 7 september UEFA Nations League Groep A1 № 825 «onderlinge duels» 20:45 uur (UTC+2) | Nederland | 0 – 1                | Italië | Johan Cruijff ArenA, Amsterdam Toeschouwers: 0 Scheidsrechter: Felix Brych (GER) |
| 7 september UEFA Nations League Groep A1 № 825 «onderlinge duels» 20:45 uur (UTC+2) |           | 45+1' Nicolò Barella |        | Johan Cruijff ArenA, Amsterdam Toeschouwers: 0 Scheidsrechter: Felix Brych (GER) |

|                                                                        | |       |          |                                                                                           |
| 7 oktober Vriendschappelijk № 826 «onderlinge duels» 20:45 uur (UTC+2) | Italië | 6 – 0 | Moldavië | Stadio Artemio Franchi, Florence Toeschouwers: 1.000 Scheidsrechter: Daniel Siebert (GER) |
| 7 oktober Vriendschappelijk № 826 «onderlinge duels» 20:45 uur (UTC+2) | Bryan Cristante 19' Francesco Caputo 23' Stephan El Shaarawy 30' Veaceslav Posmac 38' (e.d.) Stephan El Shaarawy 45+1' Domenico Berardi 72' |       |          | Stadio Artemio Franchi, Florence Toeschouwers: 1.000 Scheidsrechter: Daniel Siebert (GER) |

|                                                                                    |       |       |        |                                                                                            |
| 11 oktober UEFA Nations League Groep A1 № 827 «onderlinge duels» 20:45 uur (UTC+2) | Polen | 0 – 0 | Italië | Stadion Energa Gdańsk, Gdańsk Toeschouwers: 9.200 Scheidsrechter: José María Sánchez (ESP) |
| 11 oktober UEFA Nations League Groep A1 № 827 «onderlinge duels» 20:45 uur (UTC+2) |       |       |        | Stadion Energa Gdańsk, Gdańsk Toeschouwers: 9.200 Scheidsrechter: José María Sánchez (ESP) |

|                                                                                    |                        |       |                       |                                                                                |
| 14 oktober UEFA Nations League Groep A1 № 828 «onderlinge duels» 20:45 uur (UTC+2) | Italië                 | 1 – 1 | Nederland             | Gewiss Stadium, Bergamo Toeschouwers: 623 Scheidsrechter: Anthony Taylor (ENG) |
| 14 oktober UEFA Nations League Groep A1 № 828 «onderlinge duels» 20:45 uur (UTC+2) | Lorenzo Pellegrini 16' |       | 25' Donny van de Beek | Gewiss Stadium, Bergamo Toeschouwers: 623 Scheidsrechter: Anthony Taylor (ENG) |

|                                                                          | |       |         |                                                                                       |
| 11 november Vriendschappelijk № 829 «onderlinge duels» 20:45 uur (UTC+1) | Italië                                                                                              | 4 – 0 | Estland | Stadio Artemio Franchi, Florence Toeschouwers: 0 Scheidsrechter: Rade Obrenovič (SVN) |
| 11 november Vriendschappelijk № 829 «onderlinge duels» 20:45 uur (UTC+1) | Vincenzo Grifo 14' Federico Bernardeschi 27' Vincenzo Grifo 75' (pen.) Riccardo Orsolini 86' (pen.) |       |         | Stadio Artemio Franchi, Florence Toeschouwers: 0 Scheidsrechter: Rade Obrenovič (SVN) |

|                                                                                     |                                          |       |       | |
| 15 november UEFA Nations League Groep A1 № 830 «onderlinge duels» 20:45 uur (UTC+1) | Italië                                   | 2 – 0 | Polen | Mapei Stadium - Città del Tricolore, Reggio Emilia Toeschouwers: 0 Scheidsrechter: Clément Turpin (FRA) |
| 15 november UEFA Nations League Groep A1 № 830 «onderlinge duels» 20:45 uur (UTC+1) | Jorginho 27' (pen.) Domenico Berardi 84' |       |       | Mapei Stadium - Città del Tricolore, Reggio Emilia Toeschouwers: 0 Scheidsrechter: Clément Turpin (FRA) |

|                                                                                     |                       |                                         |        |                                                                                    |
| 18 november UEFA Nations League Groep A1 № 831 «onderlinge duels» 20:45 uur (UTC+1) | Bosnië en Herzegovina | 0 – 2                                   | Italië | Stadion Grbavica, Sarajevo Toeschouwers: 0 Scheidsrechter: Artur Soares Dias (POR) |
| 18 november UEFA Nations League Groep A1 № 831 «onderlinge duels» 20:45 uur (UTC+1) |                       | 22' Andrea Belotti 68' Domenico Berardi |        | Stadion Grbavica, Sarajevo Toeschouwers: 0 Scheidsrechter: Artur Soares Dias (POR) |

### 2021
|                                                                             |                                        |       |               |                                                                                 |
| 25 maart WK-kwalificatie Groep C № 832 «onderlinge duels» 20:45 uur (UTC+1) | Italië                                 | 2 – 0 | Noord-Ierland | Stadio Ennio Tardini, Parma Toeschouwers: 0 Scheidsrechter: Ali Palabıyık (TUR) |
| 25 maart WK-kwalificatie Groep C № 832 «onderlinge duels» 20:45 uur (UTC+1) | Domenico Berardi 14' Ciro Immobile 39' |       |               | Stadio Ennio Tardini, Parma Toeschouwers: 0 Scheidsrechter: Ali Palabıyık (TUR) |

|                                                                             |           |                                                |        |                                                                                           |
| 28 maart WK-kwalificatie Groep C № 833 «onderlinge duels» 21:45 uur (UTC+3) | Bulgarije | 0 – 2                                          | Italië | Vasil Levski Nationaal Stadion, Sofia Toeschouwers: 0 Scheidsrechter: Slavko Vinčić (SVN) |
| 28 maart WK-kwalificatie Groep C № 833 «onderlinge duels» 21:45 uur (UTC+3) |           | 43' (pen.) Andrea Belotti 83' Manuel Locatelli |        | Vasil Levski Nationaal Stadion, Sofia Toeschouwers: 0 Scheidsrechter: Slavko Vinčić (SVN) |

|                                                                             |          |                                              |        |                                                                             |
| 31 maart WK-kwalificatie Groep C № 834 «onderlinge duels» 21:45 uur (UTC+3) | Litouwen | 0 – 2                                        | Italië | LFF-stadion, Vilnius Toeschouwers: 0 Scheidsrechter: Paweł Raczkowski (POL) |
| 31 maart WK-kwalificatie Groep C № 834 «onderlinge duels» 21:45 uur (UTC+3) |          | 48' Stefano Sensi 90+4' (pen.) Ciro Immobile |        | LFF-stadion, Vilnius Toeschouwers: 0 Scheidsrechter: Paweł Raczkowski (POL) |

|                                                                     | |       |            |                                                                                      |
| 28 mei Vriendschappelijk № 835 «onderlinge duels» 20:45 uur (UTC+2) | Italië | 7 – 0 | San Marino | Sardegna Arena, Cagliari Toeschouwers: 0 Scheidsrechter: Trustin Farrugia Cann (MLT) |
| 28 mei Vriendschappelijk № 835 «onderlinge duels» 20:45 uur (UTC+2) | Federico Bernardeschi 32' Gian Marco Ferrari 34' Matteo Politano 49' Andrea Belotti 67' Matteo Pessina 75' Matteo Politano 77' Matteo Pessina 87' |       |            | Sardegna Arena, Cagliari Toeschouwers: 0 Scheidsrechter: Trustin Farrugia Cann (MLT) |

|                                                                     |                                                                               |       |          |                                                                                          |
| 4 juni Vriendschappelijk № 836 «onderlinge duels» 20:45 uur (UTC+2) | Italië                                                                        | 4 – 0 | Tsjechië | Stadio Renato Dall'Ara, Bologna Toeschouwers: 1.000 Scheidsrechter: Lionel Tschudi (SUI) |
| 4 juni Vriendschappelijk № 836 «onderlinge duels» 20:45 uur (UTC+2) | Ciro Immobile 23' Nicolò Barella 42' Lorenzo Insigne 66' Domenico Berardi 73' |       |          | Stadio Renato Dall'Ara, Bologna Toeschouwers: 1.000 Scheidsrechter: Lionel Tschudi (SUI) |

| EK 2020 |
| ------- |

|                                                                                           |         |         |                                                                | |
| 11 juni EK-eindronde Openingswedstrijd Groep A № 837 «onderlinge duels» 21:00 uur (UTC+2) | Turkije | 0 – 3   | Italië                                                         | Stadio Olimpico, Rome Toeschouwers: 12.916 Scheidsrechter: Danny Makkelie (NED) Video-assistent: Kevin Blom (NED) |
| 11 juni EK-eindronde Openingswedstrijd Groep A № 837 «onderlinge duels» 21:00 uur (UTC+2) |         | Verslag | 53' (e.d.) Merih Demiral 66' Ciro Immobile 79' Lorenzo Insigne | Stadio Olimpico, Rome Toeschouwers: 12.916 Scheidsrechter: Danny Makkelie (NED) Video-assistent: Kevin Blom (NED) |

|                                                                         |                                                             |         |             | |
| 16 juni EK-eindronde Groep A № 838 «onderlinge duels» 21:00 uur (UTC+2) | Italië                                                      | 3 – 0   | Zwitserland | Stadio Olimpico, Rome Toeschouwers: 12.445 Scheidsrechter: Sergej Karasjov (RUS) Video-assistent: Bastian Dankert (GER) |
| 16 juni EK-eindronde Groep A № 838 «onderlinge duels» 21:00 uur (UTC+2) | Manuel Locatelli 26' Manuel Locatelli 52' Ciro Immobile 89' | Verslag |             | Stadio Olimpico, Rome Toeschouwers: 12.445 Scheidsrechter: Sergej Karasjov (RUS) Video-assistent: Bastian Dankert (GER) |

|                                                                         |                    |         |       | |
| 20 juni EK-eindronde Groep A № 839 «onderlinge duels» 18:00 uur (UTC+2) | Italië             | 1 – 0   | Wales | Stadio Olimpico, Rome Toeschouwers: 11.541 Scheidsrechter: Ovidiu Haţegan (ROU) Video-assistent: Paweł Gil (POL) |
| 20 juni EK-eindronde Groep A № 839 «onderlinge duels» 18:00 uur (UTC+2) | Matteo Pessina 39' | Verslag |       | Stadio Olimpico, Rome Toeschouwers: 11.541 Scheidsrechter: Ovidiu Haţegan (ROU) Video-assistent: Paweł Gil (POL) |

|                                                                                |                                         |              |                     | |
| 26 juni EK-eindronde Achtste finale № 840 «onderlinge duels» 20:00 uur (UTC+1) | Italië                                  | 2 – 1 (n.v.) | Oostenrijk          | Wembley Stadium, Londen Toeschouwers: 18.910 Scheidsrechter: Anthony Taylor (ENG) Video-assistent: Stuart Attwell (ENG) |
| 26 juni EK-eindronde Achtste finale № 840 «onderlinge duels» 20:00 uur (UTC+1) | Federico Chiesa 95' Matteo Pessina 105' | Verslag      | 114' Saša Kalajdžić | Wembley Stadium, Londen Toeschouwers: 18.910 Scheidsrechter: Anthony Taylor (ENG) Video-assistent: Stuart Attwell (ENG) |

|                                                                            |                            |         |                                        | |
| 2 juli EK-eindronde Kwartfinale № 841 «onderlinge duels» 21:00 uur (UTC+2) | België                     | 1 – 2   | Italië                                 | Allianz Arena, München Toeschouwers: 12.984 Scheidsrechter: Slavko Vinčić (SVN) Video-assistent: Bastian Dankert (GER) |
| 2 juli EK-eindronde Kwartfinale № 841 «onderlinge duels» 21:00 uur (UTC+2) | Romelu Lukaku 45+2' (pen.) | Verslag | 31' Nicolò Barella 44' Lorenzo Insigne | Allianz Arena, München Toeschouwers: 12.984 Scheidsrechter: Slavko Vinčić (SVN) Video-assistent: Bastian Dankert (GER) |

|                                                                             |                                                                                 |              |                                                        | |
| 6 juli EK-eindronde Halve finale № 842 «onderlinge duels» 20:00 uur (UTC+1) | Italië                                                                          | 1 – 1 (n.v.) | Spanje                                                 | Wembley Stadium, Londen Toeschouwers: 57.811 Scheidsrechter: Felix Brych (GER) Video-assistent: Marco Fritz (GER) |
| 6 juli EK-eindronde Halve finale № 842 «onderlinge duels» 20:00 uur (UTC+1) | Federico Chiesa 60'                                                             | Verslag      | 80' Álvaro Morata                                      | Wembley Stadium, Londen Toeschouwers: 57.811 Scheidsrechter: Felix Brych (GER) Video-assistent: Marco Fritz (GER) |
| 6 juli EK-eindronde Halve finale № 842 «onderlinge duels» 20:00 uur (UTC+1) | Strafschoppen                                                                   |              |                                                        | Wembley Stadium, Londen Toeschouwers: 57.811 Scheidsrechter: Felix Brych (GER) Video-assistent: Marco Fritz (GER) |
| 6 juli EK-eindronde Halve finale № 842 «onderlinge duels» 20:00 uur (UTC+1) | Manuel Locatelli Andrea Belotti Leonardo Bonucci Federico Bernardeschi Jorginho | 4 – 2        | Dani Olmo Gerard Moreno Thiago Alcántara Álvaro Morata | Wembley Stadium, Londen Toeschouwers: 57.811 Scheidsrechter: Felix Brych (GER) Video-assistent: Marco Fritz (GER) |

|                                                                        |                                                                                 |              |                                                                   | |
| 11 juli EK-eindronde Finale № 843 «onderlinge duels» 20:00 uur (UTC+1) | Italië                                                                          | 1 – 1 (n.v.) | Engeland                                                          | Wembley Stadium, Londen Toeschouwers: 67.173 Scheidsrechter: Björn Kuipers (NED) Video-assistent: Bastian Dankert (GER) |
| 11 juli EK-eindronde Finale № 843 «onderlinge duels» 20:00 uur (UTC+1) | Leonardo Bonucci 67'                                                            | Verslag      | 2' Luke Shaw                                                      | Wembley Stadium, Londen Toeschouwers: 67.173 Scheidsrechter: Björn Kuipers (NED) Video-assistent: Bastian Dankert (GER) |
| 11 juli EK-eindronde Finale № 843 «onderlinge duels» 20:00 uur (UTC+1) | Strafschoppen                                                                   |              |                                                                   | Wembley Stadium, Londen Toeschouwers: 67.173 Scheidsrechter: Björn Kuipers (NED) Video-assistent: Bastian Dankert (GER) |
| 11 juli EK-eindronde Finale № 843 «onderlinge duels» 20:00 uur (UTC+1) | Domenico Berardi Andrea Belotti Leonardo Bonucci Federico Bernardeschi Jorginho | 3 – 2        | Harry Kane Harry Maguire Marcus Rashford Jadon Sancho Bukayo Saka | Wembley Stadium, Londen Toeschouwers: 67.173 Scheidsrechter: Björn Kuipers (NED) Video-assistent: Bastian Dankert (GER) |

|  |  |  |  |  |  |  |  |  |

|                                                                                |                     |       |                  | |
| 2 september WK-kwalificatie Groep C № 844 «onderlinge duels» 20:45 uur (UTC+2) | Italië              | 1 – 1 | Bulgarije        | Stadio Artemio Franchi, Florence Toeschouwers: 14.366 Scheidsrechter: Serdar Gözübüyük (NED) Video-assistent: Pol van Boekel (NED) |
| 2 september WK-kwalificatie Groep C № 844 «onderlinge duels» 20:45 uur (UTC+2) | Federico Chiesa 16' |       | 40' Atanas Iliev | Stadio Artemio Franchi, Florence Toeschouwers: 14.366 Scheidsrechter: Serdar Gözübüyük (NED) Video-assistent: Pol van Boekel (NED) |

|                                                                                |             |       |        | |
| 5 september WK-kwalificatie Groep C № 845 «onderlinge duels» 20:45 uur (UTC+2) | Zwitserland | 0 – 0 | Italië | St. Jakob-Park, Bazel Toeschouwers: 31.500 Scheidsrechter: Carlos del Cerro Grande (ESP) Video-assistent: Juan Martínez Munuera (ESP) |
| 5 september WK-kwalificatie Groep C № 845 «onderlinge duels» 20:45 uur (UTC+2) |             |       |        | St. Jakob-Park, Bazel Toeschouwers: 31.500 Scheidsrechter: Carlos del Cerro Grande (ESP) Video-assistent: Juan Martínez Munuera (ESP) |

|                                                                                | |       |          | |
| 8 september WK-kwalificatie Groep C № 846 «onderlinge duels» 20:45 uur (UTC+2) | Italië                                                                                               | 5 – 0 | Litouwen | Mapei Stadium - Città del Tricolore, Reggio Emilia Toeschouwers: 10.578 Scheidsrechter: Craig Pawson (ENG) Video-assistent: David Coote (ENG) |
| 8 september WK-kwalificatie Groep C № 846 «onderlinge duels» 20:45 uur (UTC+2) | Moise Kean 11' Edgaras Utkus 14' (e.d.) Giacomo Raspadori 24' Moise Kean 29' Giovanni Di Lorenzo 54' |       |          | Mapei Stadium - Città del Tricolore, Reggio Emilia Toeschouwers: 10.578 Scheidsrechter: Craig Pawson (ENG) Video-assistent: David Coote (ENG) |

|                                                                                       |                        |       |                                       | |
| 6 oktober UEFA Nations League Halve finale № 847 «onderlinge duels» 20:45 uur (UTC+2) | Italië                 | 1 – 2 | Spanje                                | Stadio Giuseppe Meazza, Milaan Toeschouwers: 33.524 Scheidsrechter: Sergej Karasjov (RUS) Video-assistent: Pol van Boekel (NED) |
| 6 oktober UEFA Nations League Halve finale № 847 «onderlinge duels» 20:45 uur (UTC+2) | Lorenzo Pellegrini 83' |       | 17' Ferran Torres 45+2' Ferran Torres | Stadio Giuseppe Meazza, Milaan Toeschouwers: 33.524 Scheidsrechter: Sergej Karasjov (RUS) Video-assistent: Pol van Boekel (NED) |

|                                                                                        |                                            |       |                          | |
| 10 oktober UEFA Nations League Troostfinale № 848 «onderlinge duels» 15:00 uur (UTC+2) | Italië                                     | 2 – 1 | België                   | Allianz Stadium, Turijn Toeschouwers: 16.724 Scheidsrechter: Srđan Jovanović (SRB) Video-assistent: Marco Fritz (GER) |
| 10 oktober UEFA Nations League Troostfinale № 848 «onderlinge duels» 15:00 uur (UTC+2) | Nicolò Barella Domenico Berardi 65' (pen.) |       | 86' Charles De Ketelaere | Allianz Stadium, Turijn Toeschouwers: 16.724 Scheidsrechter: Srđan Jovanović (SRB) Video-assistent: Marco Fritz (GER) |

|                                                                                |                         |       |                   | |
| 12 november WK-kwalificatie Groep C № 849 «onderlinge duels» 20:45 uur (UTC+1) | Italië                  | 1 – 1 | Zwitserland       | Stadio Olimpico, Rome Toeschouwers: 45.699 Scheidsrechter: Anthony Taylor (ENG) Video-assistent: Stuart Attwell (ENG) |
| 12 november WK-kwalificatie Groep C № 849 «onderlinge duels» 20:45 uur (UTC+1) | Giovanni Di Lorenzo 36' |       | 11' Silvan Widmer | Stadio Olimpico, Rome Toeschouwers: 45.699 Scheidsrechter: Anthony Taylor (ENG) Video-assistent: Stuart Attwell (ENG) |

|                                                                              |               |       |        | |
| 15 november WK-kwalificatie Groep C № 850 «onderlinge duels» 19:45 uur (UTC) | Noord-Ierland | 0 – 0 | Italië | Windsor Park, Belfast Toeschouwers: 15.969 Scheidsrechter: István Kovács (ROU) Video-assistent: Bastian Dankert (GER) |
| 15 november WK-kwalificatie Groep C № 850 «onderlinge duels» 19:45 uur (UTC) |               |       |        | Windsor Park, Belfast Toeschouwers: 15.969 Scheidsrechter: István Kovács (ROU) Video-assistent: Bastian Dankert (GER) |

### 2022
|                                                                               |        |                             |                 | |
| 24 maart WK-kwalificatie Play-offs № 851 «onderlinge duels» 20:45 uur (UTC+1) | Italië | 0 – 1                       | Noord-Macedonië | Stadio Renzo Barbera, Palermo Toeschouwers: 34.129 Scheidsrechter: Clément Turpin (FRA) Video-assistent: Jérôme Brisard (FRA) |
| 24 maart WK-kwalificatie Play-offs № 851 «onderlinge duels» 20:45 uur (UTC+1) |        | 90+2' Aleksandar Trajkovski |                 | Stadio Renzo Barbera, Palermo Toeschouwers: 34.129 Scheidsrechter: Clément Turpin (FRA) Video-assistent: Jérôme Brisard (FRA) |

|                                                                       |                                   |       |                                                                 |                                                                                                |
| 29 maart Vriendschappelijk № 852 «onderlinge duels» 21:45 uur (UTC+3) | Turkije                           | 2 – 3 | Italië                                                          | Konya Büyükşehir Belediyestadion, Konya Toeschouwers: 40.000 Scheidsrechter: Enea Jorgji (ALB) |
| 29 maart Vriendschappelijk № 852 «onderlinge duels» 21:45 uur (UTC+3) | Cengiz Ünder 4' Serdar Dursun 83' |       | 35' Bryan Cristante 39' Giacomo Raspadori 70' Giacomo Raspadori | Konya Büyükşehir Belediyestadion, Konya Toeschouwers: 40.000 Scheidsrechter: Enea Jorgji (ALB) |

|                                                               |        |                                                              |            | |
| 1 juni Finalissima № 853 «onderlinge duels» 19:45 uur (UTC+1) | Italië | 0 – 3                                                        | Argentinië | Wembley Stadium, Londen Toeschouwers: 87.112 Scheidsrechter: Piero Maza (CHI) Video-assistent: Alejandro Hernández (ESP) |
| 1 juni Finalissima № 853 «onderlinge duels» 19:45 uur (UTC+1) |        | 28' Lautaro Martínez 45+1' Ángel Di María 90+4' Paulo Dybala |            | Wembley Stadium, Londen Toeschouwers: 87.112 Scheidsrechter: Piero Maza (CHI) Video-assistent: Alejandro Hernández (ESP) |

|                                                                                |                        |       |                    | |
| 4 juni UEFA Nations League Groep A3 № 854 «onderlinge duels» 20:45 uur (UTC+2) | Italië                 | 1 – 1 | Duitsland          | Stadio Renato Dall'Ara, Bologna Toeschouwers: 23.754 Scheidsrechter: Srđan Jovanović (SRB) Video-assistent: Tomasz Kwiatkowski (POL) |
| 4 juni UEFA Nations League Groep A3 № 854 «onderlinge duels» 20:45 uur (UTC+2) | Lorenzo Pellegrini 70' |       | 73' Joshua Kimmich | Stadio Renato Dall'Ara, Bologna Toeschouwers: 23.754 Scheidsrechter: Srđan Jovanović (SRB) Video-assistent: Tomasz Kwiatkowski (POL) |

|                                                                                |                                           |       |                             | |
| 7 juni UEFA Nations League Groep A3 № 855 «onderlinge duels» 20:45 uur (UTC+2) | Italië                                    | 2 – 1 | Hongarije                   | Stadio Dino Manuzzi, Cesena Toeschouwers: 14.942 Scheidsrechter: Sandro Schärer (SUI) Video-assistent: Marco Fritz (GER) |
| 7 juni UEFA Nations League Groep A3 № 855 «onderlinge duels» 20:45 uur (UTC+2) | Nicolò Barella 30' Lorenzo Pellegrini 45' |       | 61' (e.d.) Gianluca Mancini | Stadio Dino Manuzzi, Cesena Toeschouwers: 14.942 Scheidsrechter: Sandro Schärer (SUI) Video-assistent: Marco Fritz (GER) |

|                                                                                 |          |       |        | |
| 11 juni UEFA Nations League Groep A3 № 856 «onderlinge duels» 19:45 uur (UTC+1) | Engeland | 0 – 0 | Italië | Molineux Stadium, Wolverhampton Toeschouwers: 1.782 Scheidsrechter: Szymon Marciniak (POL) Video-assistent: Tomasz Kwiatkowski (POL) |
| 11 juni UEFA Nations League Groep A3 № 856 «onderlinge duels» 19:45 uur (UTC+1) |          |       |        | Molineux Stadium, Wolverhampton Toeschouwers: 1.782 Scheidsrechter: Szymon Marciniak (POL) Video-assistent: Tomasz Kwiatkowski (POL) |

|                                                                                 |                                                                                                  |       |                                              | |
| 14 juni UEFA Nations League Groep A3 № 857 «onderlinge duels» 20:45 uur (UTC+2) | Duitsland                                                                                        | 5 – 2 | Italië                                       | Borussia-Park, Mönchengladbach Toeschouwers: 44.144 Scheidsrechter: István Kovács (ROU) Video-assistent: Pol van Boekel (NED) |
| 14 juni UEFA Nations League Groep A3 № 857 «onderlinge duels» 20:45 uur (UTC+2) | Joshua Kimmich 10' İlkay Gündoğan 45+4' (pen.) Thomas Müller 51' Timo Werner 68' Timo Werner 69' |       | 78' Wilfried Gnonto 90+4' Alessandro Bastoni | Borussia-Park, Mönchengladbach Toeschouwers: 44.144 Scheidsrechter: István Kovács (ROU) Video-assistent: Pol van Boekel (NED) |

|                                                                                      |                       |       |          | |
| 23 september UEFA Nations League Groep A3 № 858 «onderlinge duels» 20:45 uur (UTC+2) | Italië                | 1 – 0 | Engeland | Stadio Giuseppe Meazza, Milaan Toeschouwers: 50.640 Scheidsrechter: Jesús Gil Manzano (ESP) Video-assistent: Juan Martínez Munuera (ESP) |
| 23 september UEFA Nations League Groep A3 № 858 «onderlinge duels» 20:45 uur (UTC+2) | Giacomo Raspadori 68' |       |          | Stadio Giuseppe Meazza, Milaan Toeschouwers: 50.640 Scheidsrechter: Jesús Gil Manzano (ESP) Video-assistent: Juan Martínez Munuera (ESP) |

|                                                                                      |           |                                            |        | |
| 26 september UEFA Nations League Groep A3 № 859 «onderlinge duels» 20:45 uur (UTC+2) | Hongarije | 0 – 2                                      | Italië | Puskás Aréna, Boedapest Toeschouwers: 57.300 Scheidsrechter: Benoît Bastien (FRA) Video-assistent: Benoît Millot (FRA) |
| 26 september UEFA Nations League Groep A3 № 859 «onderlinge duels» 20:45 uur (UTC+2) |           | 27' Giacomo Raspadori 52' Federico Dimarco |        | Puskás Aréna, Boedapest Toeschouwers: 57.300 Scheidsrechter: Benoît Bastien (FRA) Video-assistent: Benoît Millot (FRA) |

|                                                                          |                    |       |                                                               | |
| 16 november Vriendschappelijk № 860 «onderlinge duels» 20:45 uur (UTC+1) | Albanië            | 1 – 3 | Italië                                                        | Air Albaniastadion, Tirana Toeschouwers: 22.000 Scheidsrechter: Genc Nuza (KOS) Video-assistent: Emanuela Rusta (ALB) |
| 16 november Vriendschappelijk № 860 «onderlinge duels» 20:45 uur (UTC+1) | Ardian Ismajli 16' |       | 20' Giovanni Di Lorenzo 25' Vincenzo Grifo 64' Vincenzo Grifo | Air Albaniastadion, Tirana Toeschouwers: 22.000 Scheidsrechter: Genc Nuza (KOS) Video-assistent: Emanuela Rusta (ALB) |

|                                                                          |                                   |       |        |                                                                                         |
| 20 november Vriendschappelijk № 861 «onderlinge duels» 20:45 uur (UTC+1) | Oostenrijk                        | 2 – 0 | Italië | Ernst Happelstadion, Wenen Toeschouwers: 18.000 Scheidsrechter: Christian Dingert (GER) |
| 20 november Vriendschappelijk № 861 «onderlinge duels» 20:45 uur (UTC+1) | Xaver Schlager 6' David Alaba 35' |       |        | Ernst Happelstadion, Wenen Toeschouwers: 18.000 Scheidsrechter: Christian Dingert (GER) |

### 2023
|                                                                             |                   |       |                                       | |
| 23 maart EK-kwalificatie Groep C № 862 «onderlinge duels» 20:45 uur (UTC+1) | Italië            | 1 – 2 | Engeland                              | Stadio Diego Armando Maradona, Napels Toeschouwers: 44.536 Scheidsrechter: Srđan Jovanović (SRB) Video-assistent: Tomasz Kwiatkowski (POL) |
| 23 maart EK-kwalificatie Groep C № 862 «onderlinge duels» 20:45 uur (UTC+1) | Mateo Retegui 56' |       | 13' Declan Rice 44' (pen.) Harry Kane | Stadio Diego Armando Maradona, Napels Toeschouwers: 44.536 Scheidsrechter: Srđan Jovanović (SRB) Video-assistent: Tomasz Kwiatkowski (POL) |

|                                                                             |       |                                      |        | |
| 26 maart EK-kwalificatie Groep C № 863 «onderlinge duels» 20:45 uur (UTC+2) | Malta | 0 – 2                                | Italië | Ta' Qalistadion, Ta' Qali Toeschouwers: 16.015 Scheidsrechter: Georgi Kabakov (BUL) Video-assistent: Christian Dingert (GER) |
| 26 maart EK-kwalificatie Groep C № 863 «onderlinge duels» 20:45 uur (UTC+2) |       | 15' Mateo Retegui 27' Matteo Pessina |        | Ta' Qalistadion, Ta' Qali Toeschouwers: 16.015 Scheidsrechter: Georgi Kabakov (BUL) Video-assistent: Christian Dingert (GER) |

|                                                                                     |                           |       |                          | |
| 15 juni UEFA Nations League Halve finale № 864 «onderlinge duels» 20:45 uur (UTC+2) | Spanje                    | 2 – 1 | Italië                   | De Grolsch Veste, Enschede Toeschouwers: 24.558 Scheidsrechter: Slavko Vinčić (SVN) Video-assistent: Nejc Kajtazović (SVN) |
| 15 juni UEFA Nations League Halve finale № 864 «onderlinge duels» 20:45 uur (UTC+2) | Yeremi Pino 3' Joselu 88' |       | 11' (pen.) Ciro Immobile | De Grolsch Veste, Enschede Toeschouwers: 24.558 Scheidsrechter: Slavko Vinčić (SVN) Video-assistent: Nejc Kajtazović (SVN) |

|                                                                                     |                                             |       |                                                             | |
| 18 juni UEFA Nations League Troostfinale № 865 «onderlinge duels» 15:00 uur (UTC+2) | Nederland                                   | 2 – 3 | Italië                                                      | De Grolsch Veste, Enschede Toeschouwers: 21.292 Scheidsrechter: Glenn Nyberg (SWE) Video-assistent: Bartosz Frankowski (POL) |
| 18 juni UEFA Nations League Troostfinale № 865 «onderlinge duels» 15:00 uur (UTC+2) | Steven Bergwijn 68' Georginio Wijnaldum 90' |       | 6' Federico Dimarco 20' Davide Frattesi 72' Federico Chiesa | De Grolsch Veste, Enschede Toeschouwers: 21.292 Scheidsrechter: Glenn Nyberg (SWE) Video-assistent: Bartosz Frankowski (POL) |

|                                                                                |                 |       |                   | |
| 9 september EK-kwalificatie Groep C № 866 «onderlinge duels» 20:45 uur (UTC+2) | Noord-Macedonië | 1 – 1 | Italië            | Toše Proeskiarena, Skopje Toeschouwers: 28.126 Scheidsrechter: François Letexier (FRA) Video-assistent: Jérôme Brisard (FRA) |
| 9 september EK-kwalificatie Groep C № 866 «onderlinge duels» 20:45 uur (UTC+2) | Enis Bardhi 81' |       | 47' Ciro Immobile | Toše Proeskiarena, Skopje Toeschouwers: 28.126 Scheidsrechter: François Letexier (FRA) Video-assistent: Jérôme Brisard (FRA) |

|                                                                                 |                                         |       |                       | |
| 12 september EK-kwalificatie Groep C № 867 «onderlinge duels» 20:45 uur (UTC+2) | Italië                                  | 2 – 1 | Oekraïne              | Stadio Giuseppe Meazza, Milaan Toeschouwers: 58.386 Scheidsrechter: Alejandro Hernández (ESP) Video-assistent: Carlos del Cerro Grande (ESP) |
| 12 september EK-kwalificatie Groep C № 867 «onderlinge duels» 20:45 uur (UTC+2) | Davide Frattesi 12' Davide Frattesi 29' |       | 41' Andrij Jarmolenko | Stadio Giuseppe Meazza, Milaan Toeschouwers: 58.386 Scheidsrechter: Alejandro Hernández (ESP) Video-assistent: Carlos del Cerro Grande (ESP) |

|                                                                               |                                                                                           |       |       | |
| 14 oktober EK-kwalificatie Groep C № 868 «onderlinge duels» 20:45 uur (UTC+2) | Italië                                                                                    | 4 – 0 | Malta | Stadio San Nicola, Bari Toeschouwers: 56.186 Scheidsrechter: Duje Strukan (CRO) Video-assistent: Ivan Bebek (CRO) |
| 14 oktober EK-kwalificatie Groep C № 868 «onderlinge duels» 20:45 uur (UTC+2) | Giacomo Bonaventura 23' Domenico Berardi 45+1' Domenico Berardi 64' Davide Frattesi 90+3' |       |       | Stadio San Nicola, Bari Toeschouwers: 56.186 Scheidsrechter: Duje Strukan (CRO) Video-assistent: Ivan Bebek (CRO) |

|                                                                               |                                                          |       |                       | |
| 17 oktober EK-kwalificatie Groep C № 869 «onderlinge duels» 19:45 uur (UTC+1) | Engeland                                                 | 3 – 1 | Italië                | Wembley Stadium, Londen Toeschouwers: 83.194 Scheidsrechter: Clément Turpin (FRA) Video-assistent: Jérôme Brisard (FRA) |
| 17 oktober EK-kwalificatie Groep C № 869 «onderlinge duels» 19:45 uur (UTC+1) | Harry Kane 32' (pen.) Marcus Rashford 57' Harry Kane 77' |       | 15' Gianluca Scamacca | Wembley Stadium, Londen Toeschouwers: 83.194 Scheidsrechter: Clément Turpin (FRA) Video-assistent: Jérôme Brisard (FRA) |

|                                                                                | |       |                                     | |
| 17 november EK-kwalificatie Groep C № 870 «onderlinge duels» 20:45 uur (UTC+1) | Italië | 5 – 2 | Noord-Macedonië                     | Stadio Olimpico, Rome Toeschouwers: 56.364 Scheidsrechter: Felix Zwayer (GER) Video-assistent: Bastian Dankert (GER) |
| 17 november EK-kwalificatie Groep C № 870 «onderlinge duels» 20:45 uur (UTC+1) | Matteo Darmian 17' Federico Chiesa 41' Federico Chiesa 45+3' Giacomo Raspadori 81' Stephan El Shaarawy 90+3' |       | 52' Jani Atanasov 74' Jani Atanasov | Stadio Olimpico, Rome Toeschouwers: 56.364 Scheidsrechter: Felix Zwayer (GER) Video-assistent: Bastian Dankert (GER) |

|                                                                                |          |       |        | |
| 20 november EK-kwalificatie Groep C № 871 «onderlinge duels» 20:45 uur (UTC+1) | Oekraïne | 0 – 0 | Italië | BayArena, Leverkusen (Duitsland) Toeschouwers: 26.403 Scheidsrechter: Jesús Gil Manzano (ESP) Video-assistent: Juan Martínez Munuera (ESP) |
| 20 november EK-kwalificatie Groep C № 871 «onderlinge duels» 20:45 uur (UTC+1) |          |       |        | BayArena, Leverkusen (Duitsland) Toeschouwers: 26.403 Scheidsrechter: Jesús Gil Manzano (ESP) Video-assistent: Juan Martínez Munuera (ESP) |

### 2024
|                                                                       |                   |       |                                     |                                                                                          |
| 21 maart Vriendschappelijk № 872 «onderlinge duels» 17:00 uur (UTC−4) | Venezuela         | 1 – 2 | Italië                              | Chase Stadium, Fort Lauderdale Toeschouwers: 15.000 Scheidsrechter: Rubiel Vazquez (USA) |
| 21 maart Vriendschappelijk № 872 «onderlinge duels» 17:00 uur (UTC−4) | Darwin Machís 43' |       | 40' Mateo Retegui 80' Mateo Retegui | Chase Stadium, Fort Lauderdale Toeschouwers: 15.000 Scheidsrechter: Rubiel Vazquez (USA) |

|                                                                       |         |                                            |        |                                                                                 |
| 24 maart Vriendschappelijk № 873 «onderlinge duels» 16:00 uur (UTC−4) | Ecuador | 0 – 2                                      | Italië | Red Bull Arena, Harrison Toeschouwers: 18.000 Scheidsrechter: Jon Freemon (USA) |
| 24 maart Vriendschappelijk № 873 «onderlinge duels» 16:00 uur (UTC−4) |         | 3' Lorenzo Pellegrini 90+4' Nicolò Barella |        | Red Bull Arena, Harrison Toeschouwers: 18.000 Scheidsrechter: Jon Freemon (USA) |

|                                                                     |        |       |         |                                                                                               |
| 4 juni Vriendschappelijk № 874 «onderlinge duels» 21:00 uur (UTC+2) | Italië | 0 – 0 | Turkije | Stadio Renato Dall'Ara, Bologna Toeschouwers: 25.012 Scheidsrechter: Sebastian Gishamer (AUT) |
| 4 juni Vriendschappelijk № 874 «onderlinge duels» 21:00 uur (UTC+2) |        |       |         | Stadio Renato Dall'Ara, Bologna Toeschouwers: 25.012 Scheidsrechter: Sebastian Gishamer (AUT) |

|                                                                     |                     |       |                |                                                                                                   |
| 9 juni Vriendschappelijk № 875 «onderlinge duels» 20:45 uur (UTC+2) | Italië              | 1 – 0 | Bosnië en Her. | Stadio Carlo Castellani, Empoli Toeschouwers: 15.000 Scheidsrechter: Chrysovalantis Theouli (CYP) |
| 9 juni Vriendschappelijk № 875 «onderlinge duels» 20:45 uur (UTC+2) | Davide Frattesi 38' |       |                | Stadio Carlo Castellani, Empoli Toeschouwers: 15.000 Scheidsrechter: Chrysovalantis Theouli (CYP) |

| EK 2024 |
| ------- |

|                                                                         |                                           |       |                  | |
| 15 juni EK-eindronde Groep B № 876 «onderlinge duels» 21:00 uur (UTC+2) | Italië                                    | 2 – 1 | Albanië          | Signal Iduna Park, Dortmund Toeschouwers: 60.512 Scheidsrechter: Felix Zwayer (GER) Video-assistent: Bastian Dankert (GER) |
| 15 juni EK-eindronde Groep B № 876 «onderlinge duels» 21:00 uur (UTC+2) | Alessandro Bastoni 11' Nicolò Barella 16' |       | 1' Nedim Bajrami | Signal Iduna Park, Dortmund Toeschouwers: 60.512 Scheidsrechter: Felix Zwayer (GER) Video-assistent: Bastian Dankert (GER) |

|                                                                         |                               |       |        | |
| 20 juni EK-eindronde Groep B № 877 «onderlinge duels» 21:00 uur (UTC+2) | Spanje                        | 1 – 0 | Italië | Veltins-Arena, Gelsenkirchen Toeschouwers: 49.528 Scheidsrechter: Slavko Vinčić (SVN) Video-assistent: Nejc Kajtazović (SVN) |
| 20 juni EK-eindronde Groep B № 877 «onderlinge duels» 21:00 uur (UTC+2) | Riccardo Calafiori 55' (e.d.) |       |        | Veltins-Arena, Gelsenkirchen Toeschouwers: 49.528 Scheidsrechter: Slavko Vinčić (SVN) Video-assistent: Nejc Kajtazović (SVN) |

|                                                                         |                 |       |                       | |
| 24 juni EK-eindronde Groep B № 878 «onderlinge duels» 21:00 uur (UTC+2) | Kroatië         | 1 – 1 | Italië                | Red Bull Arena, Leipzig Toeschouwers: 38.322 Scheidsrechter: Danny Makkelie (NED) Video-assistent: Rob Dieperink (NED) |
| 24 juni EK-eindronde Groep B № 878 «onderlinge duels» 21:00 uur (UTC+2) | Luka Modrić 55' |       | 90+8' Mattia Zaccagni | Red Bull Arena, Leipzig Toeschouwers: 38.322 Scheidsrechter: Danny Makkelie (NED) Video-assistent: Rob Dieperink (NED) |

|                                                                                |                                   |       |        | |
| 29 juni EK-eindronde Achtste finale № 879 «onderlinge duels» 18:00 uur (UTC+2) | Zwitserland                       | 2 – 0 | Italië | Olympiastadion, Berlijn Toeschouwers: 68.172 Scheidsrechter: Szymon Marciniak (POL) Video-assistent: Tomasz Kwiatkowski (POL) |
| 29 juni EK-eindronde Achtste finale № 879 «onderlinge duels» 18:00 uur (UTC+2) | Remo Freuler 37' Ruben Vargas 46' |       |        | Olympiastadion, Berlijn Toeschouwers: 68.172 Scheidsrechter: Szymon Marciniak (POL) Video-assistent: Tomasz Kwiatkowski (POL) |

|  |  |  |  |  |  |  |  |  |

|                                                                                     |                    |       |                                                                | |
| 6 september UEFA Nations League Groep A2 № 880 «onderlinge duels» 20:45 uur (UTC+2) | Frankrijk          | 1 – 3 | Italië                                                         | Parc des Princes, Parijs Toeschouwers: 44.956 Scheidsrechter: Sandro Schärer (SUI) Video-assistent: Fedayi San (SUI) |
| 6 september UEFA Nations League Groep A2 № 880 «onderlinge duels» 20:45 uur (UTC+2) | Bradley Barcola 1' |       | 30' Federico Dimarco 51' Davide Frattesi 74' Giacomo Raspadori | Parc des Princes, Parijs Toeschouwers: 44.956 Scheidsrechter: Sandro Schärer (SUI) Video-assistent: Fedayi San (SUI) |

|                                                                                     |                       |       |                                    | |
| 9 september UEFA Nations League Groep A2 № 881 «onderlinge duels» 20:45 uur (UTC+2) | Israël                | 1 – 2 | Italië                             | Bozsik Aréna, Boedapest (Hongarije) Toeschouwers: 2.090 Scheidsrechter: Ivan Kružliak (SVK) Video-assistent: Tomasz Kwiatkowski (POL) |
| 9 september UEFA Nations League Groep A2 № 881 «onderlinge duels» 20:45 uur (UTC+2) | Mohammad Abu Fani 90' |       | 38' Davide Frattesi 62' Moise Kean | Bozsik Aréna, Boedapest (Hongarije) Toeschouwers: 2.090 Scheidsrechter: Ivan Kružliak (SVK) Video-assistent: Tomasz Kwiatkowski (POL) |

|                                                                                    |                                      |       |                                          | |
| 10 oktober UEFA Nations League Groep A2 № 882 «onderlinge duels» 20:45 uur (UTC+2) | Italië                               | 2 – 2 | België                                   | Stadio Olimpico, Rome Toeschouwers: 44.297 Scheidsrechter: Espen Eskås (NOR) Video-assistent: Rob Dieperink (NED) |
| 10 oktober UEFA Nations League Groep A2 № 882 «onderlinge duels» 20:45 uur (UTC+2) | Andrea Cambiaso 1' Mateo Retegui 24' |       | 42' Maxim De Cuyper 61' Leandro Trossard | Stadio Olimpico, Rome Toeschouwers: 44.297 Scheidsrechter: Espen Eskås (NOR) Video-assistent: Rob Dieperink (NED) |

|                                                                                    |                                                                                              |       |                       | |
| 14 oktober UEFA Nations League Groep A2 № 883 «onderlinge duels» 20:45 uur (UTC+2) | Italië                                                                                       | 4 – 1 | Israël                | Stadio Friuli, Udine Toeschouwers: 11.700 Scheidsrechter: Ricardo de Burgos Bengoetxea (ESP) Video-assistent: Carlos del Cerro Grande (ESP) |
| 14 oktober UEFA Nations League Groep A2 № 883 «onderlinge duels» 20:45 uur (UTC+2) | Mateo Retegui 41' (pen.) Giovanni Di Lorenzo 54' Davide Frattesi 72' Giovanni Di Lorenzo 79' |       | 66' Mohammad Abu Fani | Stadio Friuli, Udine Toeschouwers: 11.700 Scheidsrechter: Ricardo de Burgos Bengoetxea (ESP) Video-assistent: Carlos del Cerro Grande (ESP) |

|                                                                                     |        |                   |        | |
| 14 november UEFA Nations League Groep A2 № 884 «onderlinge duels» 20:45 uur (UTC+1) | België | 0 – 1             | Italië | Koning Boudewijnstadion, Brussel Toeschouwers: 41.367 Scheidsrechter: Radu Petrescu (ROU) Video-assistent: Cătălin Popa (ROU) |
| 14 november UEFA Nations League Groep A2 № 884 «onderlinge duels» 20:45 uur (UTC+1) |        | 11' Sandro Tonali |        | Koning Boudewijnstadion, Brussel Toeschouwers: 41.367 Scheidsrechter: Radu Petrescu (ROU) Video-assistent: Cătălin Popa (ROU) |

|                                                                                     |                     |       |                                                                 | |
| 17 november UEFA Nations League Groep A2 № 885 «onderlinge duels» 20:45 uur (UTC+1) | Italië              | 1 – 3 | Frankrijk                                                       | Stadio Giuseppe Meazza, Milaan Toeschouwers: 68.158 Scheidsrechter: Slavko Vinčić (SVN) Video-assistent: Alen Borošak (SVN) |
| 17 november UEFA Nations League Groep A2 № 885 «onderlinge duels» 20:45 uur (UTC+1) | Andrea Cambiaso 35' |       | 2' Adrien Rabiot 33' (e.d.) Guglielmo Vicario 65' Adrien Rabiot | Stadio Giuseppe Meazza, Milaan Toeschouwers: 68.158 Scheidsrechter: Slavko Vinčić (SVN) Video-assistent: Alen Borošak (SVN) |

### 2025
|                                                                                     |                  |       |                                       | |
| 20 maart UEFA Nations League Kwartfinale № 886 «onderlinge duels» 20:45 uur (UTC+1) | Italië           | 1 – 2 | Duitsland                             | Stadio Giuseppe Meazza, Milaan Toeschouwers: 60.334 Scheidsrechter: François Letexier (FRA) Video-assistent: Jérôme Brisard (FRA) |
| 20 maart UEFA Nations League Kwartfinale № 886 «onderlinge duels» 20:45 uur (UTC+1) | Sandro Tonali 9' |       | 49' Tim Kleindienst 76' Leon Goretzka | Stadio Giuseppe Meazza, Milaan Toeschouwers: 60.334 Scheidsrechter: François Letexier (FRA) Video-assistent: Jérôme Brisard (FRA) |

|                                                                                     |                                                                 |       |                                                              | |
| 23 maart UEFA Nations League Kwartfinale № 887 «onderlinge duels» 20:45 uur (UTC+1) | Duitsland                                                       | 3 – 3 | Italië                                                       | Signal Iduna Park, Dortmund Toeschouwers: 64.762 Scheidsrechter: Szymon Marciniak (POL) Video-assistent: Paweł Pskit (POL) |
| 23 maart UEFA Nations League Kwartfinale № 887 «onderlinge duels» 20:45 uur (UTC+1) | Joshua Kimmich 30' (pen.) Jamal Musiala 36' Tim Kleindienst 45' |       | 49' Moise Kean 69' Moise Kean 90+5' (pen.) Giacomo Raspadori | Signal Iduna Park, Dortmund Toeschouwers: 64.762 Scheidsrechter: Szymon Marciniak (POL) Video-assistent: Paweł Pskit (POL) |

|                                                                           |                                                           |       |        | |
| 6 juni WK-kwalificatie Groep I № 888 «onderlinge duels» 20:45 uur (UTC+2) | Noorwegen                                                 | 3 – 0 | Italië | Ullevaalstadion, Oslo Toeschouwers: 25.796 Scheidsrechter: José María Sánchez Martínez (ESP) Video-assistent: Juan Martínez Munuera (ESP) |
| 6 juni WK-kwalificatie Groep I № 888 «onderlinge duels» 20:45 uur (UTC+2) | Alexander Sørloth 14' Antonio Nusa 34' Erling Haaland 42' |       |        | Ullevaalstadion, Oslo Toeschouwers: 25.796 Scheidsrechter: José María Sánchez Martínez (ESP) Video-assistent: Juan Martínez Munuera (ESP) |

|                                                                           |        |   |          | |
| 9 juni WK-kwalificatie Groep I № 889 «onderlinge duels» 20:45 uur (UTC+2) | Italië | – | Moldavië | Mapei Stadium - Città del Tricolore, Reggio Emilia Toeschouwers: n.n.b. Scheidsrechter: Urs Schnyder (SUI) Video-assistent: Lionel Tschudi (SUI) |
| 9 juni WK-kwalificatie Groep I № 889 «onderlinge duels» 20:45 uur (UTC+2) |        |   |          | Mapei Stadium - Città del Tricolore, Reggio Emilia Toeschouwers: n.n.b. Scheidsrechter: Urs Schnyder (SUI) Video-assistent: Lionel Tschudi (SUI) |

|                                                                                |        |   |         |                                                    |
| 5 september WK-kwalificatie Groep I № 890 «onderlinge duels» 20:45 uur (UTC+2) | Italië | – | Estland | n.n.b. Toeschouwers: n.n.b. Scheidsrechter: n.n.b. |
| 5 september WK-kwalificatie Groep I № 890 «onderlinge duels» 20:45 uur (UTC+2) |        |   |         | n.n.b. Toeschouwers: n.n.b. Scheidsrechter: n.n.b. |

|                                                                                |        |   |        |                                                    |
| 8 september WK-kwalificatie Groep I № 891 «onderlinge duels» 20:45 uur (UTC+2) | Israël | – | Italië | n.n.b. Toeschouwers: n.n.b. Scheidsrechter: n.n.b. |
| 8 september WK-kwalificatie Groep I № 891 «onderlinge duels» 20:45 uur (UTC+2) |        |   |        | n.n.b. Toeschouwers: n.n.b. Scheidsrechter: n.n.b. |

|                                                                               |         |   |        |                                                    |
| 11 oktober WK-kwalificatie Groep I № 892 «onderlinge duels» 21:45 uur (UTC+3) | Estland | – | Italië | n.n.b. Toeschouwers: n.n.b. Scheidsrechter: n.n.b. |
| 11 oktober WK-kwalificatie Groep I № 892 «onderlinge duels» 21:45 uur (UTC+3) |         |   |        | n.n.b. Toeschouwers: n.n.b. Scheidsrechter: n.n.b. |

|                                                                               |        |   |        |                                                    |
| 14 oktober WK-kwalificatie Groep I № 893 «onderlinge duels» 20:45 uur (UTC+2) | Italië | – | Israël | n.n.b. Toeschouwers: n.n.b. Scheidsrechter: n.n.b. |
| 14 oktober WK-kwalificatie Groep I № 893 «onderlinge duels» 20:45 uur (UTC+2) |        |   |        | n.n.b. Toeschouwers: n.n.b. Scheidsrechter: n.n.b. |

|                                                                                |          |   |        |                                                    |
| 13 november WK-kwalificatie Groep I № 894 «onderlinge duels» 21:45 uur (UTC+2) | Moldavië | – | Italië | n.n.b. Toeschouwers: n.n.b. Scheidsrechter: n.n.b. |
| 13 november WK-kwalificatie Groep I № 894 «onderlinge duels» 21:45 uur (UTC+2) |          |   |        | n.n.b. Toeschouwers: n.n.b. Scheidsrechter: n.n.b. |

|                                                                                |        |   |           |                                                    |
| 16 november WK-kwalificatie Groep I № 895 «onderlinge duels» 20:45 uur (UTC+1) | Italië | – | Noorwegen | n.n.b. Toeschouwers: n.n.b. Scheidsrechter: n.n.b. |
| 16 november WK-kwalificatie Groep I № 895 «onderlinge duels» 20:45 uur (UTC+1) |        |   |           | n.n.b. Toeschouwers: n.n.b. Scheidsrechter: n.n.b. |

FIGC · A-internationals · Selecties · Bondscoaches · Italiaans vrouwenelftal · Olympisch elftal · Italië U21 · Italië U20 · Italië U19 · Italië U18 · Italië U17 · Italië U16 · Vrouwen U17
1910 – 1919 ·
1920 – 1929 ·
1930 – 1939 ·
1940 – 1949 ·
1950 – 1959 ·
1960 – 1969 ·
1970 – 1979 ·
1980 – 1989 ·
1990 – 1999 ·
2000 – 2009 ·
2010 – 2019 ·
2020 − 2029
EK's: 1968 · 
1980 · 
1988 · 
1996 · 
2000 · 
2004 · 
2008 · 
2012 · 
2016 ·
2020 ·
2024
WK's: 1934 · 
1938 · 
1950 · 
1954 · 
1962 · 
1966 · 
1970 · 
1974 · 
1978 · 
1982 · 
1986 · 
1990 · 
1994 · 
1998 · 
2002 · 
2006 · 
2010 · 
2014
OS: 1912 · 
1920 · 
1924 · 
1928 · 
1936 · 
1948 · 
1952 · 
1960 · 
1984 · 
1988 · 
1992 · 
1996 · 
2000 · 
2004 · 
2008
1911 · 
1912 · 
1913 · 
1914 · 
1915 · 
1916 · 1917 · 1918 · 1919 · 
1920 · 
1921 · 
1922 · 
1923 · 
1924 · 
1925 · 
1926 · 
1927 · 
1928 · 
1929 · 
1930 · 
1931 · 
1932 · 
1933 · 
1934 · 
1935 · 
1936 · 
1937 · 
1938 · 
1939 · 
1940 · 
1941 · 
1942 · 
1943 · 1944 · 
1945 · 
1946 · 
1947 · 
1948 · 
1949 · 
1950 · 
1952 · 
1952 · 
1953 · 
1954 · 
1955 · 
1956 · 
1957 · 
1958 · 
1959 · 
1960 · 
1961 · 
1962 · 
1963 · 
1964 · 
1965 · 
1966 · 
1967 · 
1968 · 
1969 · 
1970 · 
1971 · 
1972 · 
1973 · 
1974 · 
1975 · 
1976 · 
1977 · 
1978 · 
1979 · 
1980 · 
1981 · 
1982 · 
1983 · 
1984 · 
1985 · 
1986 · 
1987 · 
1988 · 
1989 · 
1990 ·
1991 · 
1992 · 
1993 · 
1994 · 
1995 · 
1996 · 
1997 · 
1998 · 
1999 · 
2000 · 
2001 · 
2002 · 
2003 · 
2004 · 
2005 · 
2006 · 
2007 · 
2008 · 
2009 · 
2010 · 
2011 · 
2012 · 
2013 · 
2014 · 
2015 · 
2016 · 
2017 ·
2018 ·
2019 ·
2020 ·
2021 ·
2022 ·
2023 ·
2024
Albanië ·
Algerije ·
Argentinië ·
Armenië ·
Australië ·
Azerbeidzjan ·
België ·
Bosnië en Herzegovina ·
Brazilië ·
Bulgarije ·
Canada ·
Chili ·
China ·
Costa Rica ·
Cyprus ·
DDR ·
Denemarken ·
Duitsland ·
Ecuador ·
Egypte ·
Engeland ·
Estland ·
Faeröer ·
Finland ·
Frankrijk ·
Georgië ·
Ghana ·
Griekenland ·
Haïti ·
Hongarije ·
Ierland ·
IJsland ·
Israël ·
Ivoorkust ·
Japan ·
Joegoslavië ·
Kameroen ·
Kroatië ·
Liechtenstein · 
Litouwen ·
Luxemburg ·
Malta ·
Marokko ·
Mexico ·
Moldavië ·
Montenegro ·
Nederland ·
Nieuw-Zeeland ·
Nigeria ·
Noord-Ierland ·
Noord-Korea ·
Noord-Macedonië ·
Noorwegen ·
Oekraïne ·
Oostenrijk ·
Paraguay ·
Peru ·
Polen ·
Portugal ·
Roemenië ·
Rusland ·
San Marino ·
Saoedi-Arabië ·
Schotland ·
Servië ·
Servië en Montenegro ·
Slovenië ·
Slowakije ·
Sovjet-Unie ·
Spanje ·
Tsjechië ·
Tsjecho-Slowakije ·
Tunesië ·
Turkije ·
Uruguay ·
Venezuela ·
Verenigde Staten ·
Wales ·
Wit-Rusland ·
Zuid-Afrika ·
Zuid-Korea ·
Zweden ·
Zwitserland
Argentinië (1982) · 
Australië (2006) · 
België (2016) · 
België (2021) · 
Brazilië (1970) · 
Brazilië (1982) · 
Brazilië (1994) · 
Costa Rica (2014) · 
Duitsland (2006) · 
Duitsland (2012) · 
Engeland (2012) ·
Engeland (2014) ·
Engeland (2021) ·
Frankrijk (2000) · 
Frankrijk (2006) · 
Frankrijk (2008) · 
Ghana (2006) · 
Hongarije (1938) · 
Ierland (2012) · 
Joegoslavië (1968) · 
Kameroen (1982) · 
Kroatië (2012) · 
Nederland (2008) · 
Nieuw-Zeeland (2010) · 
Oekraïne (2006) · 
Oostenrijk (2021) · 
Paraguay (2010) · 
Peru (1982) · 
Polen (1982, 1) · 
Polen (1982, 2) · 
Roemenië (2008) · 
Spanje (2008) ·
Spanje (2012, 1) ·
Spanje (2012, 2) ·
Spanje (2016) ·
Spanje (2021) ·
Tsjechië (2006) · 
Turkije (2021) · 
Uruguay (2014) · 
Verenigde Staten (2006) · 
Wales (2021) · 
West-Duitsland (1982) · 
Zweden (2016) · 
Zwitserland (2021)
CONMEBOL: Argentinië · Bolivia · Brazilië · Chili · Colombia · Ecuador · Paraguay · Peru · Uruguay · Venezuela

UEFA: Albanië · Andorra · Armenië · Azerbeidzjan · België · Bosnië en Herzegovina · Bulgarije · Cyprus · Denemarken · Duitsland · Engeland · Estland · Faeröer · Finland · Frankrijk · Georgië · Gibraltar · Griekenland · Hongarije · IJsland · Ierland · Israël · Italië · Kazachstan · Kosovo · Kroatië · Letland · Liechtenstein · Litouwen · Luxemburg · Malta · Moldavië · Montenegro · Nederland · Noord-Ierland · Noord-Macedonië · Noorwegen · Oekraïne · Oostenrijk · Polen · Portugal · Roemenië · Rusland · San Marino · Schotland · Servië · Slovenië · Slowakije · Spanje · Tsjechië · Turkije · Wales · Wit-Rusland · Zweden · Zwitserland

AFC: Australië · China · Irak · Iran · Japan · Libanon · Oezbekistan · Oman · Qatar · Saoedi-Arabië · Syrië · Verenigde Arabische Emiraten · Vietnam · Zuid-Korea

CAF: Algerije · Burkina Faso · Congo-Kinshasa · Egypte · Ghana · Ivoorkust · Kaapverdië · Kameroen · Mali · Marokko · Nigeria · Senegal · Tunesië · Zuid-Afrika

CONCACAF: Canada · Costa Rica · Curaçao · El Salvador · Honduras · Jamaica · Mexico · Panama · Suriname · Verenigde Staten

OFC: Nieuw-Zeeland